# Węgrzynów Stary
Węgrzynów Stary – zlikwidowany przystanek osobowy w Starym Węgrzynowie; w gminie Słupia, w powiecie jędrzejowskim, w województwie świętokrzyskim, w Polsce. 